# Beata Karakiewicz
Beata Maria Karakiewicz (ur. 25 marca 1965 w Trzebiatowie) – polska pedagog, dr hab. nauk medycznych, profesor zwyczajny, kierownik Katedry Medycyny Społecznej i dziekan Wydziału Nauk o Zdrowiu Pomorskiego Uniwersytetu Medycznego w Szczecinie.

## Życiorys
W 1994 ukończyła studia pedagogiczne na Uniwersytecie Szczecińskim, 18 maja 1999 obroniła pracę doktorską Wpływ warunków życia w rodzinie na stan zdrowia dzieci niepełnosprawnych, 17 czerwca 2008 habilitowała się na podstawie pracy zatytułowanej Ocena wpływu wybranych czynników środowiskowych na rozwój oraz występowanie zaburzeń zachowania u dzieci z autyzmem. 19 lutego 2014 nadano jej tytuł profesora w zakresie nauk o zdrowiu.
Piastuje stanowisko profesora zwyczajnego i kierownika w Katedrze Medycyny Społecznej, a także dziekana na Wydziale Nauk o Zdrowiu Pomorskiego Uniwersytetu Medycznego w Szczecinie, prezesa Polskiego Towarzystwa Zdrowia Publicznego oraz członka na V Wydziale Nauk Medycznych Polskiej Akademii Nauk.